# Louis Michel (homme politique français)
Pour les articles homonymes, voir Louis Michel et Michel.
Louis Michel, né le 29 mai 1871 à Bratte, dans le département de Meurthe-et-Moselle, et mort le 31 octobre 1936 à Nancy, est un homme politique français.

## Biographie
Issu d'un famille d'agriculteurs près de Nomény, il ne passe pas l'école primaire et travaille à la ferme de ses parents. Il épouse en 1894, la fille du vice-président de la Société centrale d'Agriculture et l'année suivante hérite de la grande ferme de son beau-père.
Maintenant à la tête d'une importante exploitation agricole, il est à la pointe du progrès technique en créant une laiterie équipé de l'électricité. Il est président de la société centrale d'agriculture de Meurthe-et-Moselle de 1912 à 1936, et devient président de la chambre régionale d'agriculture. Il entre dans l'actionnariat de l'Est Républicain et de la Banque Renauld.
Il est maire de Tomblaine de 1904 à 1929, succédant à son beau-père qui avait été maire pendant 47 ans et perdant en 1929 face à une liste socialiste. 
Il est sénateur de Meurthe-et-Moselle de 1920 à 1936, membre de la commission de l'agriculture qu'il anime en déposant des rapports sur le blé et la potasse d'Alsace. Il est alors parmi les républicains de gauche suivant Albert Lebrun. Il adhère en 1924 au Parti républicain démocratique et social. Au Sénat, il soutient les gouvernements de Raymond Poincaré. À Nancy, il construit une grande maison de maître rue de Metz et devient administrateur de l'Est Républicain avant de devenir président du conseil d'administration de la Banque Renauld. 
Après le crise de 1929 et la faillite de la Banque Renauld, son influence est grandement réduite. 

## Sources
- « Louis Michel (homme politique français) », dans le Dictionnaire des parlementaires français (1889-1940), sous la direction de Jean Jolly, PUF, 1960 [détail de l’édition]
- Dir. Jean El Gammal, François Roth et Jean-Claude Delbreil, Dictionnaire des Parlementaires lorrains de la Troisième République, Metz, Serpenoise, 2006 (ISBN 2-87692-620-2, OCLC 85885906, lire en ligne), p. 177-178